# Redemption (album de Jay Rock)
Pour les articles homonymes, voir Rédemption (homonymie).
Albums de Jay Rock
90059
(2015)
Singles
1. King's Dead
Sortie : 11 janvier 2018
2. Win
Sortie : 16 mai 2018
3. The Bloodiest
Sortie : 8 juin 2018

Redemption est le troisième album studio du rappeur américain Jay Rock, sorti le 15 juin 2018.

## Liste des titres
| No  | Titre                                                         | Auteur | Producteur(s)                                        | Durée |
| --- | ------------------------------------------------------------- | --- | ---------------------------------------------------- | ----- |
| 1.  | The Bloodiest                                                 | - Johnny McKinzie - Matthew Samuels - Allen Ritter - Jacob Dutton                                                      | - Boi-1da - Ritter - Jake One                        | 3:03  |
| 2.  | For What It's Worth                                           | - McKinzie - Mark Spears - Tobias Breuer - Brent Wood - Ori Alboher                                                    | - Sounwave - Rascal                                  | 3:08  |
| 3.  | Knock It Off                                                  | - McKinzie - Hykeem Carter - Bianca Casady - Sierra Casady                                                             | Carter                                               | 3:11  |
| 4.  | ES Tales                                                      | - McKinzie - Teddy Walton                                                                                              | Walton                                               | 3:31  |
| 5.  | Rotation 112th                                                | - McKinzie - Carter | Carter                                               | 3:32  |
| 6.  | Tap Out (featuring Jeremih)                                   | - McKinzie - Kendrick Duckworth - Donovan Knight - Anthony Tiffith - Jeremih Felton                                    | - D.K. the Punisher - Top Dawg                       | 3:20  |
| 7.  | OSOM (featuring J. Cole)                                      | - McKinzie - Jermaine Cole - Russell Scott-Wood - Andrew Papaleo - Gerhard Narholz                                     | - Crooklin - Pops                                    | 5:23  |
| 8.  | King's Dead (featuring Kendrick Lamar, Future et James Blake) | - McKinzie - Duckworth - Michael Williams II - Spears - Litherland - Nayvadius Wilburn - Samuel Gloade - Antwon Hicks  | - Mike Will Made It - Sounwave - 30 Roc - Twon Beatz | 2:41  |
| 9.  | Troopers                                                      | - McKinzie - Ronald LaTour - Kevin Gomringer - Tim Gomringer                                                           | - Cardo - Cubeatz                                    | 3:23  |
| 10. | Broke +-                                                      | - McKinzie - Knight - R. Franklin                                                                                      | D.K. the Punisher                                    | 2:54  |
| 11. | Wow Freestyle (featuring Kendrick Lamar)                      | - McKinzie - Duckworth - Chauncey Hollis, Jr. - G. Davis                                                               | - Hit-Boy - G Dav                                    | 2:55  |
| 12. | Redemption (featuring SZA)                                    | - McKinzie - Solána Rowe - Spears - Terrace Martin - Timmy Gatling - Gene Griffin - Aaron Hall - Edward Riley - Morton | - Sounwave - Martin                                  | 3:31  |
| 13. | Win                                                           | - McKinzie - Duckworth - Samuels - Anderson Hernandez - Elmer Bernstein - Corey Thompson                               | - Vinylz - CT - Boi-1da                              | 3:35  |
| 14. | Shit Real (featuring Tee Grizzley)                            | - McKinzie - Terry Wallace - Samuel Ahana                                                                              | DJ Swish                                             | 2:20  |
| 15. | The Other Side (featuring Mozzy et Dcmbr)                     | - McKinzie - LaTour - Kyle Williams - Timothy Patterson                                                                | Cardo                                                | 3:52  |

Notes
- OSOM comprend des vocales additionnelles de Sir.
- Tap Out, King's Dead, Redemption et Win comprennent des vocales non créditées de Kendrick Lamar.